# Pilgrim Cars

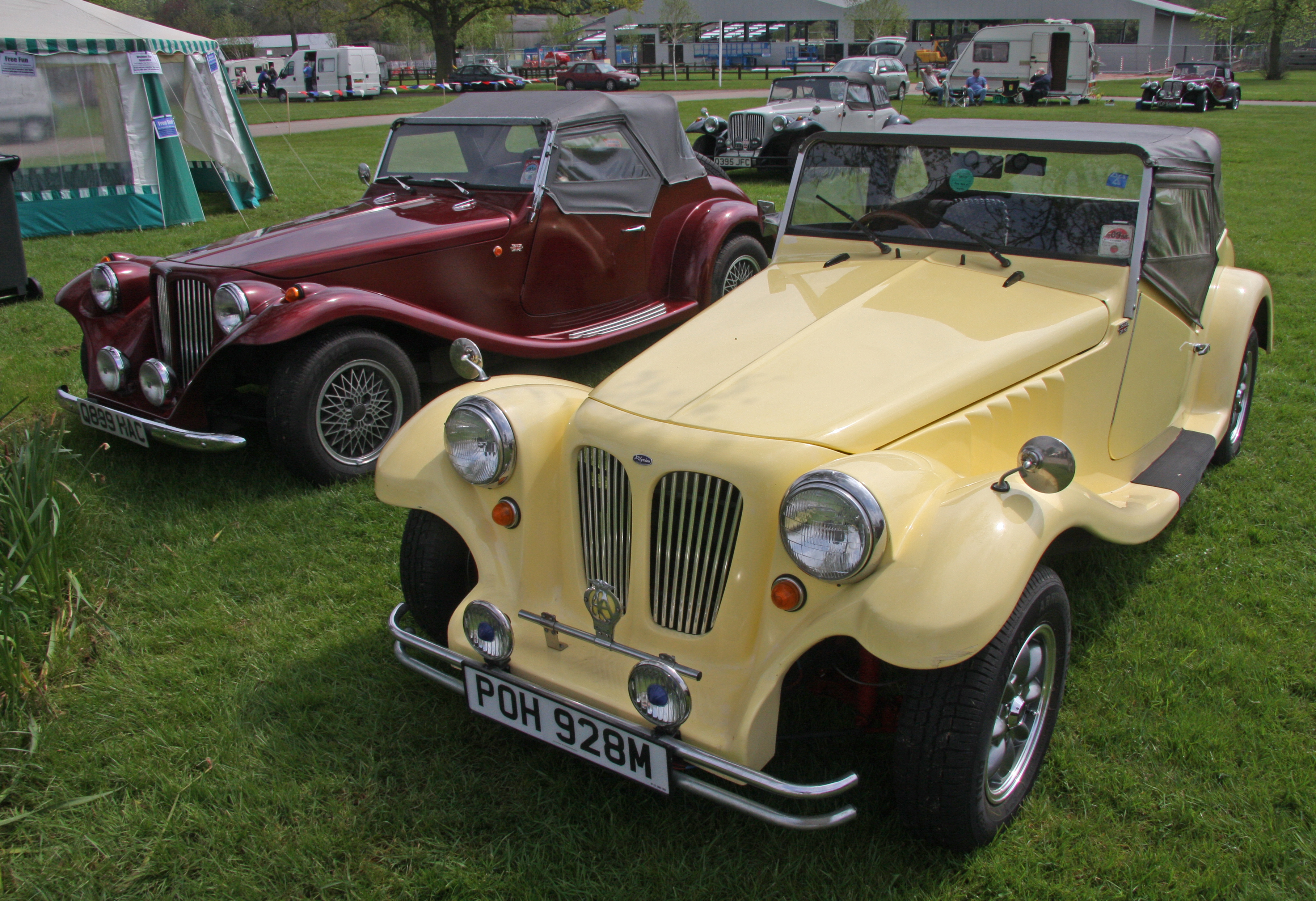
Pilgrim Bulldog

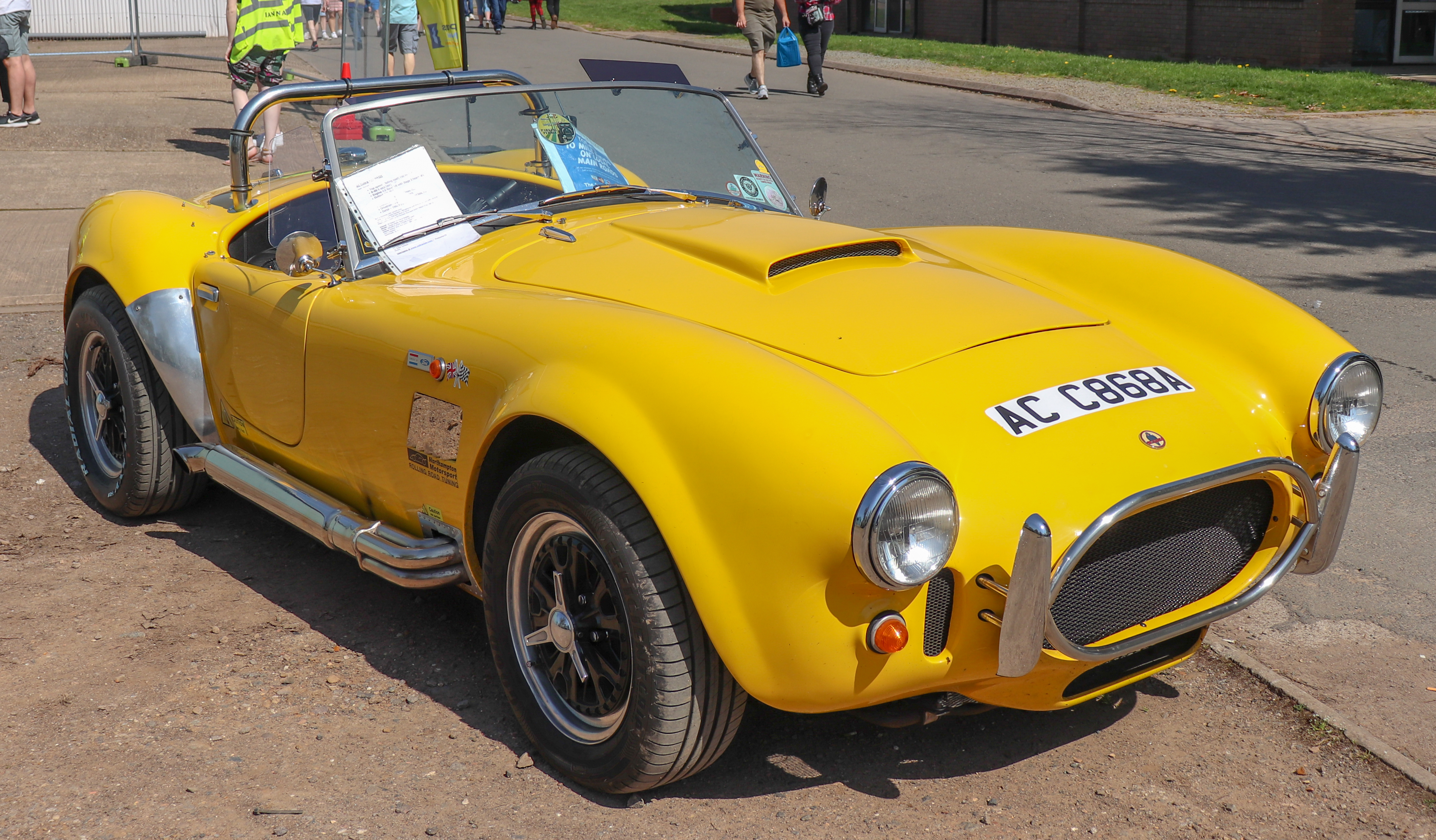
Pilgrim Sumo

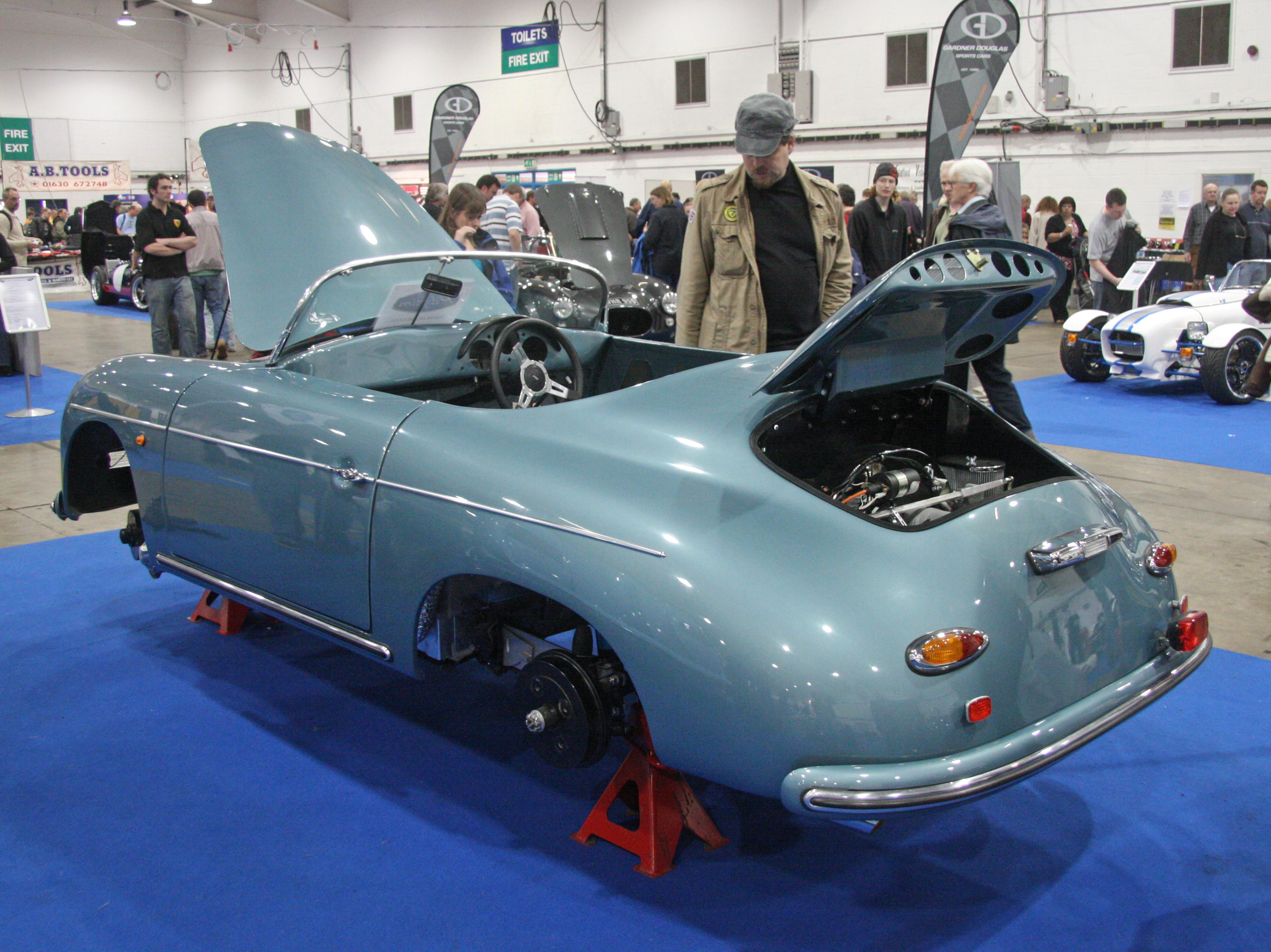
Pilgrim Speedster

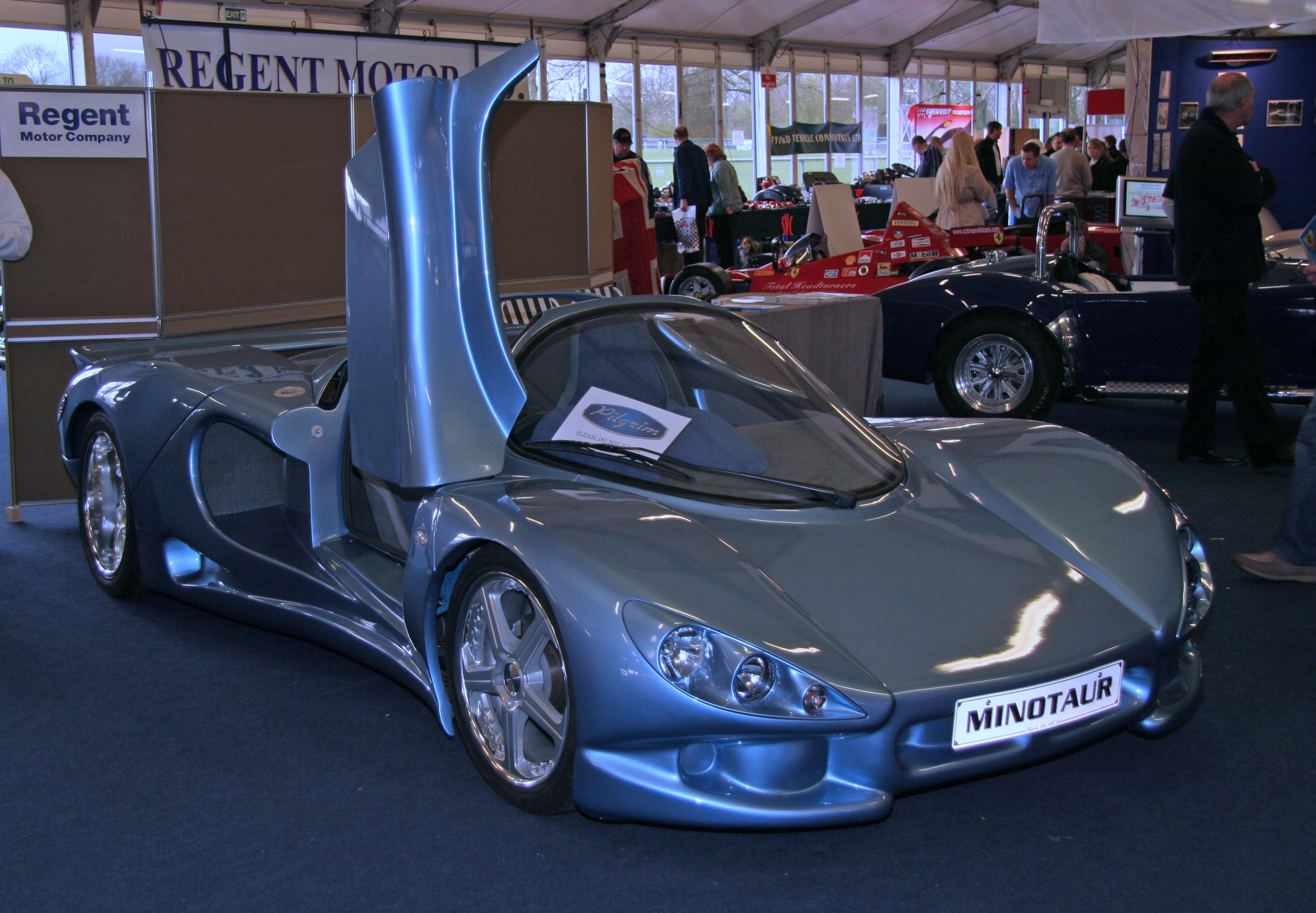
Pilgrim Minotaur

Pilgrim Cars ist ein britischer Hersteller von Automobilen.

## Unternehmensgeschichte
Den Tanner und Bill Harling gründeten 1985 das Unternehmen in Small Dole bei Henfield und begannen mit der Produktion von Automobilen. Der Markenname lautet Pilgrim, in Anlehnung an ein Lied. Die Fahrzeuge sind als Kit Cars oder fertig montiert erhältlich. 2002 übernahm Tony Holmes das Unternehmen Pilgrim Cars (UK) Ltd. 2008 ging das Unternehmen in Konkurs, woraufhin es Den Tanner zurückkaufte.
Es gibt Hinweise darauf, dass das Unternehmen inzwischen als Pilgrim Motorsports firmiert.

## Modelle
Pilgrim Bulldog (1985–1997)
Das erste Modell war der Bulldog, ein Tourenwagen mit 2 + 2 Sitzen im Stile der 1940er Jahre, der zwischen 1980 und 1985 von Den Tanner entwickelt wurde. Die Karosserie aus GfK entstand ab 1984. Die Basis bildete ein selbst entwickeltes Fahrgestell, der Hersteller bezeichnet es als Leiterrahmen, als Antrieb fungierte ein Vierzylindermotor aus dem Morris Marina; ab 1987 kamen Motor und Fahrwerk vom Ford Cortina/Ford Taunus. Das Fahrgestell des Bulldog Mk4 war eine Schweißkonstruktion aus Vierkantrohren mit vier Längsholmen und nach oben weisenden Auslegern für die Befestigungspunkte der Sicherheitsgurte. Vom Bulldog wurden über 2200 Exemplare gefertigt.
Pilgrim Hawthorn (1986–1987)
1986 erschien der Hawthorn, ein Roadster im Stile der 1960er Jahre, der in 105 Exemplaren gebaut wurde.
Pilgrim Sumo (1987–)
Der Sumo ist mit bisher über 3500 gebauten Exemplaren das erfolgreichste Modell von Pilgrim. Er ist eine Nachbildung des AC Cobra; der Neupreis für einen Basiskit betrug anfangs 2000 Pfund. Anfangs kamen Teile vom Ford Sierra zum Einsatz. Ein Stahlrahmen und ein V6-Motor folgten, und 1993 ein V8-Motor von Jaguar. Die Rahmen der späteren Exemplare wurde mit Bodenblechen ausgesteift und erhielt kastenförmige Querträger aus Blech, der Hersteller nannte dies Semi-Monocoque.
Pilgrim Family Tourer (1989–2000)
1989 ergänzte der Family Tourer (FT) das Sortiment. Er war länger als der Bulldog und bot vier vollwertige Sitzplätze. Für dieses Modell war auch ein V6-Motor mit 2300 cm³ Hubraum erhältlich. Von diesem Modell fertigte Pilgrim 250 Exemplare.
Pilgrim Speedster (2002–)
Eine Nachbildung des Porsche 356 Cabrio ist der Pilgrim 356 auf der Bodengruppe des VW Käfer. Außer einem originalgetreuen Nachbau mit um 250 mm verkürztem Radstand ist eine längere, viersitzige Variante auf der unveränderten Bodengruppe lieferbar. Der Speedster wurde vom Pilgrim-Händler Lambrechts in Belgien entwickelt und in den Vertriebskatalog übernommen. Bislang wurden über 310 Exemplare gefertigt.
Kleinstserie
1989 wurde eine Nachbildung des Lancia Stratos HF mit Mittelmotor vom Ford Escort als Pilgrim MX 2 präsentiert. 
Der in fünf Exemplaren gebaute Pilgrim Martini (1992–1994) auf Basis eines Ford Capri ähnelte dem Aston Martin V8 Volante. 
Das bislang exotischste Projekt war der Minotaur (2006–2009), ursprünglich von John Forakis entworfen und in 8 Exemplaren gebaut. Die Form dieses Kit Cars ist Supersportwagen wie dem Ferrari Enzo Ferrari oder McLaren P1 nachempfunden.